# Flechtwerkwand

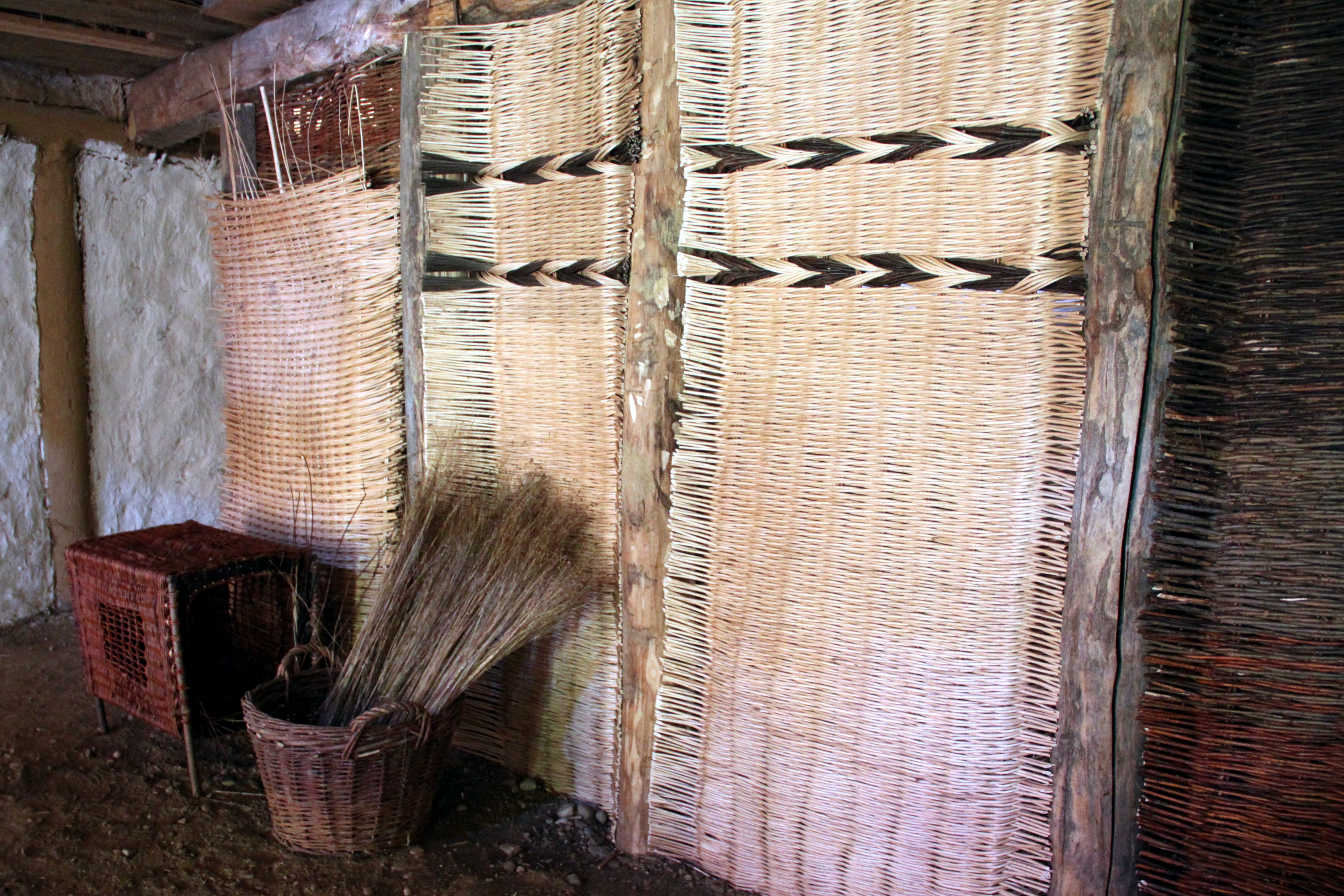
Flechtwerkwand mit unterschiedlichen Designs (Bajuwarenhof Kirchheim)

Die Flechtwerkwand ist eine der ursprünglichsten Formen einer Wand. Sie gab der Wand allgemein den Namen. Der Ausdruck Wand kommt ursprünglich von winden („flechten“). 

Da Flechtwerke als Witterungsschutz oder als raumbildendes Element (d. h. als Bestandteile eines Gebäudes) üblicherweise durch einen umlaufenden Rahmen ausgesteift werden, kann das Fachwerk als die bautechnische Weiterentwicklung der Flechtwerkwand angesehen werden. In Regionen, in denen Holz nicht in beliebiger Menge zur Verfügung stand, wurden Wände bzw. Gefache früher Fachwerk- und Pfostenhäuser meist mit Flechtwerk verschlossen.
Eine Flechtwerkwand besteht meist aus:
- der Tragstruktur, bestehend aus senkrechten Pfosten und waagerechten Riegeln,
- der Grobstruktur innerhalb der Gefache aus Staken, Knüppeln oder Ästen,
- der in die Grobstruktur geflochtene Feinstruktur aus Weidenruten, Waldreben, Rattan oder jedem anderen biegsamen Material, sowie
- Bewurf und Verstrich aus einer plastischen Masse wie Lehm, um Luftdichtigkeit,  Schall-, Wärme- und Brandschutz zu erreichen.